# Parapluie bulgare
Pour les articles homonymes, voir Parapluie (homonymie).

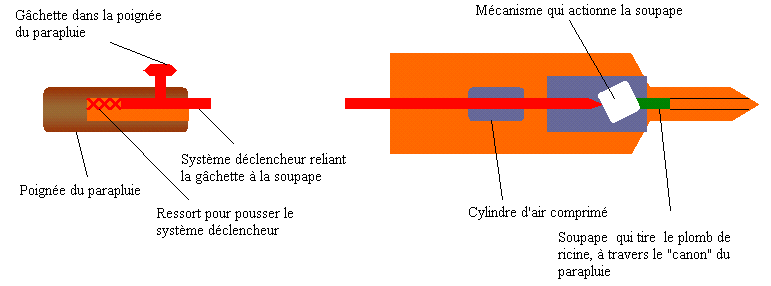
Croquis de l'arme utilisée pour assassiner Guéorgui Markov.

Le parapluie bulgare ou la piqûre de parapluie est une méthode attribuée aux services secrets bulgares pour faire pénétrer du poison dans le corps de la victime à l'aide d'un parapluie.

## Description
Cette méthode tient son nom de l'empoisonnement à Londres, le 7 septembre 1978, de l'écrivain et dissident bulgare Guéorgui Markov (qui mourra quatre jours plus tard) par le Komitet za Darjavna Sigournost, les services secrets de la république populaire de Bulgarie, ainsi que de la tentative d'assassinat, le 26 août 1978, du journaliste bulgare réfugié en France Vladimir Kostov. Le poison employé était de la ricine.
35 ans après l'assassinat de Guéorgui Markov, l'enquête sur sa mort est abandonnée.

## Dans la culture populaire
Le roman Voir Malte et mourir (SAS no 54 - 1979) met en scène un assassinat d'agent secret britannique par la technique du parapluie bulgare.
Un film comique en a été tiré : Le Coup du parapluie, de Gérard Oury, avec Pierre Richard (1980).
Dans le tome 1 de la bande dessinée Largo Winch, le tueur à gages Harry Henke "Benny" est assassiné à l'aéroport de Rome par le coup du parapluie bulgare.